# خانه فاطمه حیدری
خانه فاطمه حیدری مربوط به دوره قاجار است و در شیراز، محله لب آب، کوچه حاج رحیم خرمن دار، پلاک ۶ واقع شده و این اثر در تاریخ ۱۰ خرداد ۱۳۸۲ با شمارهٔ ثبت ۸۹۶۹ به‌عنوان یکی از آثار ملی ایران به ثبت رسیده است.